# Comuna Panasivka, Liubar
Panasivka (în ucraineană Панасівська сільська рада) este o comună în raionul Liubar, regiunea Jîtomîr, Ucraina, formată din satele Kovalenkî și Panasivka (reședința).

## Demografie
Componența lingvistică a comunei Panasivka
     Ucraineană (98,55%)
     Rusă (1,3%)
     Alte limbi (0,14%)
Conform recensământului din 2001, majoritatea populației comunei Panasivka era vorbitoare de ucraineană (98,55%), existând în minoritate și vorbitori de rusă (1,3%).